# Jaber Ansari
Jaber Ansari (tiếng Ba Tư: جابر انصاری; sinh ngày 10 tháng 1 năm 1987) là một cầu thủ bóng đá người Iran thi đấu cho Esteghlal ở Persian Gulf Pro League.

## Sự nghiệp câu lạc bộ
Ansari gia nhập Saba Qom năm 2009 sau khi trải qua mùa giải trước ở Shahrdari Tabriz.
Ngày 24 tháng 6 năm 2015, Ansari ký bản hợp đồng 2 năm với Esteghlal.

## Club Statistics
Tính đến 9 tháng 5 năm 2018
| Thành tích câu lạc bộ | Thành tích câu lạc bộ | Thành tích câu lạc bộ | Giải vô địch | Giải vô địch | Cúp       | Cúp       | Châu lục | Châu lục  | Tổng cộng | Tổng cộng |
| Mùa giải              | Câu lạc bộ            | Giải vô địch          | Số trận      | Bàn thắng    | Số trận   | Bàn thắng | Số trận  | Bàn thắng | Số trận   | Bàn thắng |
| Iran                  | Iran                  | Iran                  | Giải vô địch | Giải vô địch | Cúp Hazfi | Cúp Hazfi | Châu Á   | Châu Á    | Tổng cộng | Tổng cộng |
| --------------------- | --------------------- | --------------------- | ------------ | ------------ | --------- | --------- | -------- | --------- | --------- | --------- |
| 2008–09               | Shahrdari Tabriz      | Hạng đấu 1            | 26           | 4            | 0         | 0         | -        | -         | 26        | 4         |
| 2009–10               | Saba Qom              | Pro League            | 25           | 1            | 0         | 0         | -        | -         | 25        | 1         |
| 2010–11               | Saipa                 | Pro League            | 33           | 2            | 1         | 0         | -        | -         | 34        | 2         |
| 2011–12               | Saipa                 | Pro League            | 12           | 0            | 1         | 0         | -        | -         | 13        | 0         |
| 2011–12               | Fajr Sepasi           | Pro League            | 5            | 0            | 0         | 0         | -        | -         | 5         | 0         |
| 2012–13               | Fajr Sepasi           | Pro League            | 22           | 8            | 2         | 0         | -        | -         | 24        | 8         |
| 2013–14               | Fajr Sepasi           | Pro League            | 17           | 6            | 0         | 0         | -        | -         | 22        | 6         |
| 2013–14               | Gostaresh             | Pro League            | 13           | 1            | 1         | 0         | -        | -         | 14        | 1         |
| 2014–15               | Gostaresh             | Pro League            | 30           | 9            | 0         | 0         | -        | -         | 30        | 9         |
| 2015–16               | Esteghlal             | Pro League            | 28           | 7            | 5         | 1         | -        | -         | 33        | 8         |
| 2016–17               | Esteghlal             | Pro League            | 22           | 6            | 3         | 1         | 3        | 0         | 28        | 7         |
| 2017-18               | Esteghlal             | Pro League            | 19           | 4            | 1         | 0         | 6        | 1         | 26        | 5         |
| Tổng cộng sự nghiệp   | Tổng cộng sự nghiệp   | Tổng cộng sự nghiệp   | 250          | 46           | 14        | 2         | 9        | 1         | 273       | 49        |

1 Thống kê chưa đầy đủ.
- Kiến tạo

| Mùa giải | Đội bóng    | Kiến tạo |
| -------- | ----------- | -------- |
| 10–11    | Saipa       | 2        |
| 11–12    | Saipa       | 0        |
| 11–12    | Fajr Sepasi | 0        |
| 12–13    | Fajr Sepasi | 0        |
| 13–14    | Fajr Sepasi | 2        |
| 13–14    | Gostaresh   | 1        |
| 14–15    | Gostaresh   | 2        |
| 15–16    | Esteghlal   | 5        |
| 16–17    | Esteghlal   | 2        |

## Danh hiệu
Esteghlal
- Cúp Hazfi (1): 2017–18